# 彭科
彭科（德語：Penkow）是德国梅克伦堡-前波美拉尼亚州的市镇，隶属于梅克伦堡湖区县。总面积为9.27平方千米，截至2023年12月31日总人口为313人。